# Bolteniopsis pacificus
Bolteniopsis pacificus is een zakpijpensoort uit de familie van de Pyuridae. De wetenschappelijke naam van de soort is voor het eerst geldig gepubliceerd in 1989 door Monniot.